# Allobates fratisenescus
Espèce
Synonymes
- Colostethus fratisenescus Morales, 2002 "2000"

Statut de conservation UICN

 DD  : Données insuffisantes
Allobates fratisenescus est une espèce d'amphibiens de la famille des Aromobatidae.

## Répartition
Cette espèce est endémique du bassin du río Pastaza dans la province de Pastaza en Équateur. Elle se rencontre entre 900 et 1 000 m d'altitude sur le versant Est de la cordillère Orientale.

## Publication originale
- Morales, 2002 "2000" : Sistemática y biogeografía del grupo trilineatus (Amphibia, Anura, Dendrobatidae, Colostethus), con descripción de once nuevas especies. Publicaciones de la Asociación de Amigos de Doñana, no 13, p. 1-59.